# Pietroșița
Pietroșița è un comune della Romania di 3 310 abitanti, ubicato nel distretto di Dâmbovița, nella regione storica della Muntenia.
Il comune è formato dall'unione di due villaggi: Dealu Frumos e Pietroșița.